# 鹿児島地方裁判所
鹿児島地方裁判所（かごしまちほうさいばんしょ）は、鹿児島県鹿児島市にある日本の地方裁判所の一つで、鹿児島県を管轄している。略称は、鹿児島地裁（かごしまちさい）。名瀬、加治木、知覧、川内、鹿屋に支部を置いている。
鹿児島地方裁判所には鹿児島市に置かれている本庁のほか、名瀬（奄美市）、加治木（姶良市）、知覧（南九州市）、川内（薩摩川内市）、鹿屋市の3市2町に地方裁判所と家庭裁判所の支部を設置しているほか、前述の6箇所に加え伊集院（日置市）、種子島（西之表市）、屋久島（熊毛郡屋久島町）、徳之島（大島郡徳之島町）、大口（伊佐市）、大隅（曽於市）、加世田（南さつま市）、指宿市、出水市、甑島（薩摩川内市）の10箇所を加えた16箇所に簡易裁判所を設置している。また鹿児島、名瀬、鹿屋の3つの検察審査会も設置されている。

## 所在地
- 本庁：鹿児島県鹿児島市山下町13-47  北緯31度35分52秒 東経130度33分25秒 / 北緯31.59778度 東経130.55694度
JR鹿児島線, 日豊線 鹿児島駅から徒歩10分
鹿児島市電第一期線 市役所前電停及び市役所前バス停から約3分
- 名瀬支部：鹿児島県奄美市名瀬矢之脇町1-1  北緯28度22分58.5秒 東経129度29分32.4秒 / 北緯28.382917度 東経129.492333度
しまバスウエストコート前バス停から徒歩約1分，名瀬港から徒歩約10分
- 加治木支部：鹿児島県姶良郡加治木町仮屋町95  北緯31度44分25秒 東経130度39分56秒 / 北緯31.74028度 東経130.66556度
JR日豊線 加治木駅から徒歩約7分，加治木本町バス停から徒歩約8分
- 知覧支部：鹿児島県南九州市知覧町郡6196-1  北緯31度22分39秒 東経130度26分31秒 / 北緯31.37750度 東経130.44194度
中郡バス停から徒歩約3分，武家屋敷バス停から徒歩約5分
- 川内支部：鹿児島県薩摩川内市花木町2-20  北緯31度49分16秒 東経130度17分59秒 / 北緯31.82111度 東経130.29972度
九州新幹線, JR鹿児島線, 肥薩おれんじ鉄道肥薩おれんじ鉄道線 川内駅から徒歩約20分，大小路バス停から徒歩約3分
- 鹿屋支部：鹿児島県鹿屋市打馬1-2-14  北緯31度23分34秒 東経130度51分13秒 / 北緯31.39278度 東経130.85361度
鹿屋バスセンターから徒歩約5分

## 管轄
本庁
- 鹿児島市、鹿児島郡三島村、十島村、日置市、いちき串木野市、西之表市、熊毛郡中種子町、南種子町、屋久島町

知覧支部
- 南九州市、南さつま市、枕崎市、指宿市

加治木支部
- 霧島市、伊佐市、曽於市（旧財部町）、姶良市、姶良郡湧水町

川内支部
- 薩摩川内市、薩摩郡さつま町、出水市、阿久根市、出水郡長島町

鹿屋支部
- 垂水市、鹿屋市、志布志市、曽於市（旧財部町を除く）、曽於郡大崎町、肝属郡東串良町、錦江町、南大隅町、肝付町

名瀬支部
- 奄美市、大島郡龍郷町、大和村、瀬戸内町、宇検村、喜界町、徳之島町、天城町、伊仙町、和泊町、知名町、与論町

※ただし、行政事件、裁判員の参加する裁判、知覧・加治木・川内・鹿屋の各支部の合議事件及び少年事件、知覧・加治木・川内の各支部の執行事件（不動産競売、債権）は本庁で取り扱う。

## 歴代所長
（カッコ内は異動先）
- 草野芳郎（2002年 - 2003年 広島高等裁判所部総括判事）
- 佐藤武彦（2003年3月 - 2005年2月 高松家庭裁判所長）
- 寺尾洋（2005年2月 - 2006年7月 福岡高等裁判所部総括判事）
- 井上繁規（2006年7月 - 2007年11月 前橋家庭裁判所長）
- 片山良広（2007年11月 - 2009年1月 静岡家庭裁判所長）
- 土肥章大（2009年1月 - 2010年6月 東京地・家裁立川支部長）
- 木口信之（2010年6月 - 2012年4月 広島高等裁判所部総括判事）
- 伊藤納（2012年4月 - 2013年6月30日 岐阜地方・家庭裁判所所長）
- 石井寛明（2013年7月 - 2014年8月24日 大阪高等裁判所部総括判事）
- 大須賀滋（2014年8月25日 - 2015年12月17日 岐阜地方・家庭裁判所長）
- 廣谷章雄（2015年12月18日 - 2017年12月31日 前職: 千葉地裁部総括判事、後職: 静岡地方裁判所長）
- 松井英隆（2017年1月1日 - 2019年5月23日、前職: 横浜地裁部総括判事、後職: 熊本地裁所長・熊本簡裁判事）
- 片山昭人（2019年年5月24日 - 2021年5月9日、前職: 福岡地家裁部総括判事・福岡簡裁判事、 後職: 熊本地裁所長・熊本簡裁判事）
- 遠藤真澄（2021年5月10日 - 2022年6月9日、前職: 那覇家裁所長・那覇簡裁判事、依頼退官）
- 浜本章子（2022年6月15日 - 2024年5月13日、前職: 大阪地方裁判所判事兼大阪家庭裁判所判事・堺簡易裁判所判事、後職: 奈良地家裁所長・奈良簡裁判事）
- 立川毅（2024年5月14日 - 現職、前職: 福岡地家裁久留米支部長・久留米簡裁判事）

## 社会との関わり
- 2024年、退職後に鹿児島県警の野川明輝本部長が同署警察官の不祥事（盗撮・ストーカー）を隠蔽した旨を告発した本田尚志元警視正（2024年3月まで生活安全部長を務めた幹部）に対し、国家公務員法違反の容疑の逮捕状を発行し、元警視正は5月31日に逮捕された[1]。鹿児島県警察は公益通報者保護法に基づく公益通報を受け付けている（鹿児島県警内部告発事件）[2]。